# فابیو پرنا
فابیو پرنا (انگلیسی: Fabio Perna؛ زادهٔ ۳۰ سپتامبر ۱۹۸۶) بازیکن فوتبال اهل ایتالیا است.